# Campeonato Sul-Americano de Rugby de 2013
O Campeonato Sul-Americano de Rugby de 2013 foi a XXXV edição deste torneio. Cinco de suas partidas foram realizadas em Montevidéu, a capital do Uruguai, enquanto que um jogo foi disputado na cidade chilena de Temuco.
A Argentina sagrou-se campeã desta competição pela 34ª vez.

## Regulamento
Os quatro países participantes (Argentina, Uruguai, Chile e Brasil) jogaram entre si, em turno único, no qual seria campeão quem obtivesse mais pontos. Ao último colocado caberia a disputa da repescagem, ante o vencedor da Divisão B do Sul-Americano, outorgando assim a quarta e última vaga para a Divisão A de 2014.
O Brasil, último colocado da Divisão A no ano anterior, foi inserido nesta categoria após ter derrotado o Paraguai na repescagem, em outubro de 2012. Obedecendo ao ranqueamento da IRB, o Chile pôde enfrentar os brasileiros em seu país, enquanto as demais partidas ocorreram no Estádio Charrúa, em Montevidéu.

### Eliminatórias para a Copa do Mundo de Rugby de 2015
As partidas disputadas neste Sul-Americano tiveram um peso maior para brasileiros, chilenos e uruguaios. Além de valerem pontos para o torneio em disputa, os jogos entre estes três países tinham, também, validade no processo de qualificação para a Copa do Mundo de Rugby de 2015, a celebrar-se na Inglaterra. Dentre estas três equipes, a de melhor campanha estaria classificada à próxima etapa da eliminatória (na qual enfrentaria o perdedor da disputa entre Estados Unidos e Canadá). Além disto, também teria vaga assegurada no Campeonato de Rugby das Américas de 2013 (em inglês: 2013 Americas Rugby Championship).
O processo de eliminatória não era válido para a representação da Argentina, uma vez que ela já estava qualificada para a Copa do Mundo de Rugby de 2015 pelo critério de posicionamento na edição anterior (ficou entre as doze primeiras colocadas em 2011).

## Partidas do Campeonato Sul-Americano de 2013
Seguem-se as partidas abaixo.
| 27 de abril de 2013 | Uruguai | 18 - 29 | Argentina | Estadio Charrúa Montevidéu |  |
|                     | Tries: Rodolfo De Mula 42' Santiago Gibernau 47' Conv: Jerónimo Etcheverry 47' Penais: Jerónimo Etcheverry 2' 40+1' | report  | Tries: Sebastián Poet 15' Juan Cappiello 31' Joaquín Paz 67' Martín Chiappesoni 75' Pedro Imhoff 78' Conv: Sebastián Poet 15' 31' | Árbitro: Felipe Balbontín  |  |

| 27 de abril de 2013 | Chile | 38 - 22 | Brasil | Estadio Germán Becker, Temuco |  |
|                     | Tries: José Larena 2' Sergio de la Fuente 38' Rodrigo Toba 55' Simon Pardakhty 62' Conv: Javier Valderrama 2' 38' 55' Penais: Javier Valderrama 9' 22' 34' 44' | report  | Tries: Lucas Tranquez 24' Lucas Croffi 41' Daniel Danielewicz 79' Conv: Lucas Duque 24' 79' Penais: Lucas Duque 46' | Árbitro: Claudio Antonio      |  |

| 1 de maio de 2013 | Argentina | 85 - 10 | Chile | Estadio Charrúa Montevidéu |  |
|                   |           |         |       |                            |  |

| 1 de maio de 2013 | Uruguai | 58 - 7 | Brasil | Estadio Charrúa Montevidéu |  |
|                   |         |        |        |                            |  |

| 4 de maio de 2013 | Argentina | 83 - 0 | Brasil | Estadio Charrúa Montevidéu |  |
|                   |           |        |        |                            |  |

| 4 de maio de 2013 | Uruguai | 23 - 9 | Chile | Estadio Charrúa Montevidéu |  |
|                   |         |        |       |                            |  |

### Classificação final
| Pos. | Nação     | Jogos | Jogos   | Jogos  | Jogos   | Tentos  | Tentos | Tentos | Pontos |
| Pos. | Nação     | total | vitória | empate | derrota | a favor | contra | dif.   | Pontos |
| ---- | --------- | ----- | ------- | ------ | ------- | ------- | ------ | ------ | ------ |
| 1    | Argentina | 3     | 3       | 0      | 0       | 197     | 28     | +169   | 9      |
| 2    | Uruguai   | 3     | 2       | 0      | 1       | 99      | 45     | +54    | 6      |
| 3    | Chile     | 3     | 1       | 0      | 2       | 57      | 130    | -73    | 3      |
| 4    | Brasil    | 3     | 0       | 0      | 3       | 29      | 169    | -150   | 0      |

- Critérios de pontuação: Vitória = 3, Empate = 1, Derrota = 0.
- A Argentina sagrou-se campeã. O vice, Uruguai, qualificou-se para a fase seguinte das eliminatórias da Copa do Mundo de Rugby de 2015 e assegurou vaga no Americas Rugby Championship de 2013.[6]
- O Brasil, último colocado, foi condicionado à repescagem para manter a categoria em 2014, contra a equipe vencedora da Divisão B da temporada 2013.

## Campeão
| Campeonato Sul-Americano de Rugby 2013 |
| -------------------------------------- |
| Argentina Campeã (34º título)          |